# Anthrenus vladimiri
Anthrenus vladimiri là một loài bọ cánh cứng trong họ Dermestidae. Loài này được Menier & Villemant miêu tả khoa học năm 1993.